# 大秦帝国 (小说)
《大秦帝國》是由中國作家孫皓暉創作的長篇歷史小說系列，包括《黑色裂变》、《国命纵横》、《金戈铁马》、《阳谋春秋》、《铁血文明》、《帝国烽烟》六部。
1993年起，孙皓晖开始为电视剧《大秦帝国》创作剧本，电视剧共计136集。1997年，完成剧本收尾。1998年，开始小说《大秦帝国》创作。2008年4月，《大秦帝国》全套出版，共六部、504万字。